# Голланд (Міссурі)
Голланд (англ. Holland) — місто (англ. city) в США, в окрузі Пеміскот штату Міссурі. Населення — 194 особи (2020).

## Географія
Голланд розташований за координатами 36°3′25″ пн. ш. 89°52′14″ зх. д. / 36.05694° пн. ш. 89.87056° зх. д. (36.057046, -89.870531).  За даними Бюро перепису населення США в 2010 році місто мало площу 0,43 км², уся площа — суходіл.

## Демографія
Згідно з переписом 2010 року, у місті мешкало 229 осіб у 98 домогосподарствах у складі 62 родин. Густота населення становила 530 осіб/км².  Було 112 помешкання (259/км²).
Расовий склад населення:
| - 93,0 % — білих - 0,4 % — корінних американців - 3,5 % — осіб інших рас |

До двох чи більше рас належало 3,1 %. Частка іспаномовних становила 5,7 % від усіх жителів.
За віковим діапазоном населення розподілялося таким чином: 22,7 % — особи молодші 18 років, 60,3 % — особи у віці 18—64 років, 17,0 % — особи у віці 65 років та старші. Медіана віку мешканця становила 42,2 року. На 100 осіб жіночої статі у місті припадало 122,3 чоловіків;  на 100 жінок у віці від 18 років та старших — 113,3 чоловіків також старших 18 років.
Середній дохід на одне домашнє господарство  становив 40 397 доларів США (медіана — 30 000), а середній дохід на одну сім'ю — 42 606 доларів (медіана — 31 250). Медіана доходів становила 45 208 доларів для чоловіків та 23 750 доларів для жінок. За межею бідності перебувало 26,1 % осіб, у тому числі 61,1 % дітей у віці до 18 років та 15,2 % осіб у віці 65 років та старших.
Цивільне працевлаштоване населення становило 58 осіб. Основні галузі зайнятості: освіта, охорона здоров'я та соціальна допомога — 22,4 %, виробництво — 19,0 %, транспорт — 12,1 %, науковці, спеціалісти, менеджери — 8,6 %.